# Lakeline (Ohio)
Pour les articles homonymes, voir Lakeline.
Lakeline est un village américain situé dans le comté de Lake, dans l’Ohio. Selon le recensement de 2010, sa population est de 226 habitants.